# 文化堂

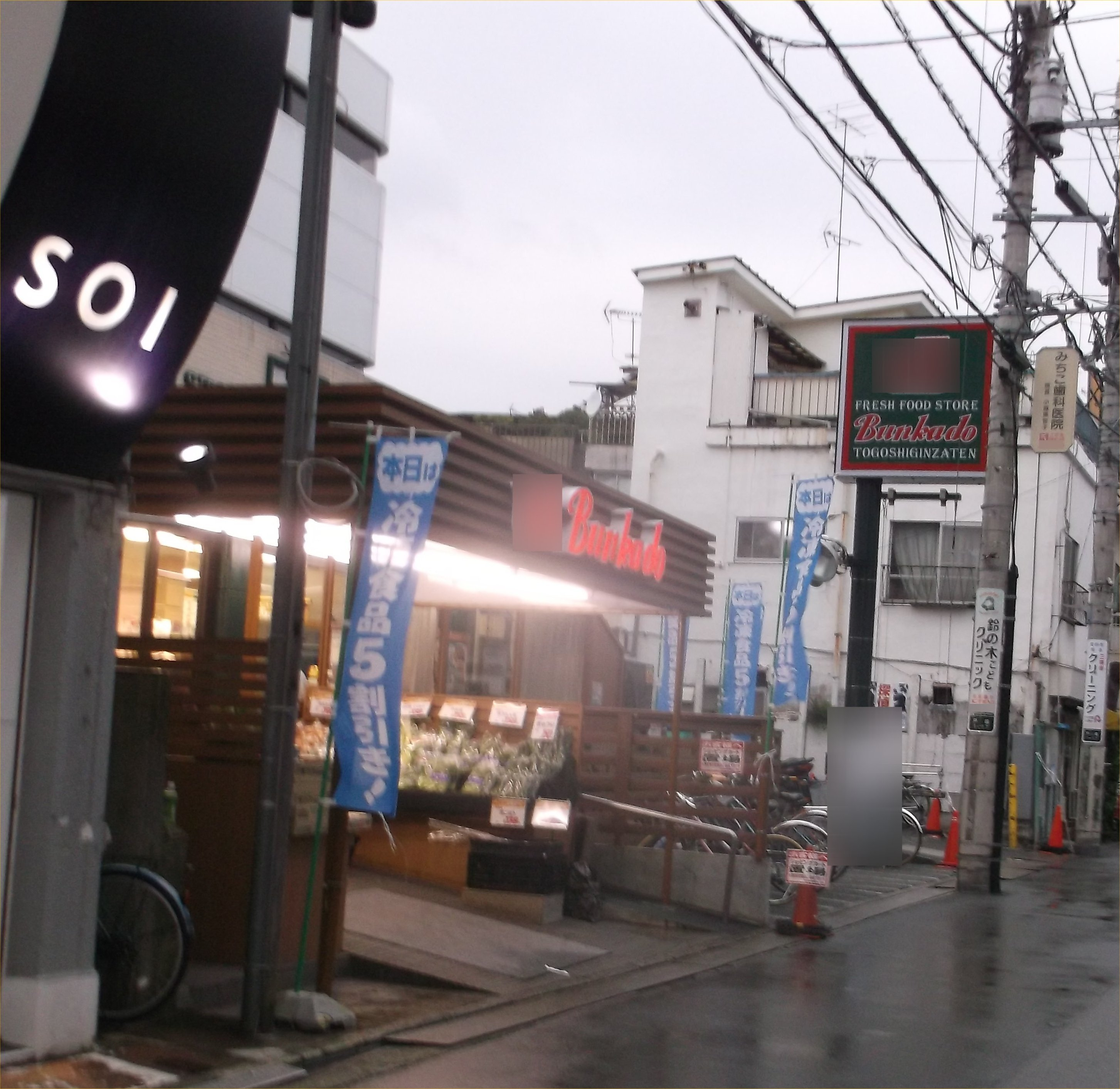
戸越銀座店

株式会社文化堂（ぶんかどう）は、東京都品川区に本社を持つ、 生鮮食料品を中心としたスーパーマーケットチェーンである。東京湾岸および横浜地域を中心に出店している。1953年に菓子専門店として創業し、後にリージョナル・チェーンのスーパーマーケットになった。オール日本スーパーマーケット協会（AJS）に加盟している。

## 沿革
- 1953年 - 荏原中延で菓子専門店として創業[6]。
- 1969年 - 株式会社文化堂設立。スーパーマーケット業界に進出。
- 1990年 - 品川区二葉に本社ビルが完成。
- 1994年 - 横浜市に共配センター設立。
- 2007年 - 楽天Edyを導入[7]。

## 店舗
東京都内
- 戸越銀座店、荏原店、西馬込店（駅前再開発事業のため2027年まで長期休業中）、緑ヶ丘店、阿佐ヶ谷店、勝どき店、月島店、西大井店、豊洲店、ウィラ大井店、有明店、豊島店、ミーナ町田店

川崎市内
- 川崎店、中丸子店

横浜市内
- 馬場店、仲町台店、横浜高島店、スマイルワン本牧店（イオン本牧5番街跡のベイタウン本牧5番街に出店）

かつて存在した店舗
- 磯子店（横浜市磯子区）、東寺尾店、東邦大前店、新丸子店、ゼームス坂店、西寺尾店、新羽駅前店、矢口店（大田区東矢口）、五反田店、東本郷店、中野島店、センター南店、スマイルワン相模原古淵店